# LPGA of Japan Tour
Le JLPGA Tour est un circuit professionnel de golf féminin organisé par la Japan Ladies Professional Golfers' Association sous la forme actuelle depuis 1988.
Il dispose depuis 1991 d'un circuit secondaire, le Step Up Tour.
Il se situe à la deuxième place des circuits les mieux dotés derrière le LPGA Tour d'Amérique du Nord mais devant le Ladies European Tour et le LPGA of Korea Tour. Le calendrier 2008 compte 38 tournois officiels dont la dotation totale se situait à 28 millions de dollars.
Trois tournois sont reconnus comme des tournois majeurs qui constituent les plus prestigieux du circuit : L'Open japonais, le Championnat JLPGA et le JLPGA Tour Championship. De plus le Toto Japan Classic est commun avec le LPGA Tour.

## Palmarès
| Année   | Joueuse          | Gains (¥)     |
| ------- | ---------------- | ------------- |
| 2024    | Rio Takeda       | 265 730 016 ¥ |
| 2023    | Miyū Yamashita   | 213 554 215 ¥ |
| 2022    | Miyū Yamashita   | 235 020 967 ¥ |
| 2020-21 | Mone Inami       | 255 192 049 ¥ |
| 2019    | Ai Suzuki        | 160 189 665 ¥ |
| 2018    | Ahn Sun-ju       | 180 784 885 ¥ |
| 2017    | Ai Suzuki        | 140 122 631 ¥ |
| 2016    | Lee Bo-mee       | 175 869 764 ¥ |
| 2015    | Lee Bo-mee       | 230 497 057 ¥ |
| 2014    | Ahn Sun-ju       | 153 075 741 ¥ |
| 2013    | Rikako Morita    | 126 675 049 ¥ |
| 2012    | Jeon Mi-jeong    | 131 827 582 ¥ |
| 2011    | Ahn Sun-ju       | 127 926 893 ¥ |
| 2010    | Ahn Sun-ju       | 145 073 799 ¥ |
| 2009    | Sakura Yokomine  | 175 016 384 ¥ |
| 2008    | Miho Koga        | 120 854 137 ¥ |
| 2007    | Momoko Ueda      | 166 112 232 ¥ |
| 2006    | Shiho Oyama      | 166 290 957 ¥ |
| 2005    | Yuri Fudoh       | 122 460 908 ¥ |
| 2004    | Yuri Fudoh       | 142 774 000 ¥ |
| 2003    | Yuri Fudoh       | 149 325 679 ¥ |
| 2002    | Yuri Fudoh       | 95 690 917 ¥  |
| 2001    | Yuri Fudoh       | 89 248 793 ¥  |
| 2000    | Yuri Fudoh       | 120 443 924 ¥ |
| 1999    | Fumiko Muraguchi | 66 891 682 ¥  |
| 1998    | Michiko Hattori  | 81 570 823 ¥  |
| 1997    | Akiko Fukushima  | 99 594 094 ¥  |
| 1996    | Akiko Fukushima  | 70 596 190 ¥  |
| 1995    | Ikuyo Shiotani   | 75 006 561 ¥  |
| 1994    | Mayumi Hirase    | 69 817 958 ¥  |
| 1993    | Mayumi Hirase    | 81 474 399 ¥  |
| 1992    | Ikuyo Shiotani   | 57 799 649 ¥  |
| 1991    | Ai-Yu Tu         | 70 403 481 ¥  |
| 1990    | Hiromi Takamura  | 62 576 087 ¥  |
| 1989    | Ai-Yu Tu         | 90 075 587 ¥  |
| 1988    | Nayoko Yoshikawa | 61 462 665 ¥  |
| 1987    | Tatsuko Ohsako   | 56 763 481 ¥  |
| 1986    | Ai-Yu Tu         | 62 435 225 ¥  |
| 1985    | Ai-Yu Tu         | 65 634 788 ¥  |
| 1984    | Ai-Yu Tu         | 52 897 845 ¥  |
| 1983    | Ai-Yu Tu         | 45 764 313 ¥  |
| 1982    | Ai-Yu Tu         | 39 029 644 ¥  |
| 1981    | Ayako Okamoto    | 32 333 465 ¥  |
| 1980    | Tatsuko Ohsako   | 23 594 744 ¥  |
| 1979    | Hisako Higuchi   | 18 399 345 ¥  |
| 1978    | Hisako Higuchi   | 11 664 650 ¥  |
| 1977    | Tatsuko Ohsako   | 14 481 500 ¥  |
| 1976    | Hisako Higuchi   | 14 667 000 ¥  |
| 1975    | Hisako Higuchi   | 8 428 233 ¥   |
| 1974    | Hisako Higuchi   | 15 545 700 ¥  |
| 1973    | Hisako Higuchi   | 12 627 000 ¥  |
| 1972    | Hisako Higuchi   | 4 150 000 ¥   |
| 1971    | Hisako Higuchi   | 2 290 000 ¥   |
| 1970    | Hisako Higuchi   | 1 215 000 ¥   |
| 1969    | Hisako Higuchi   | 500 000 ¥     |
| 1968    | Hisako Higuchi   | 350 000 ¥     |